# Andrea Volkamer
Andrea Volkamer (geboren 1982) ist eine deutsche Bioinformatikerin und Professorin für „Data Driven Drug Design“ an der Universität des Saarlandes sowie assoziierte Wissenschaftlerin am Helmholtz Institut für Pharmazeutische Forschung Saarland (HIPS). Ihr Forschungsschwerpunkt liegt auf datengetriebenem Wirkstoffdesign mit Fokus auf Methodenentwicklung und -anwendung.

## Werdegang
Andrea Volkamer studierte von 2001 bis 2007 Bioinformatik an der Universität des Saarlandes und schloss das Studium mit einem Master of Science ab. Von 2007 bis 2008 war sie Gastwissenschaftlerin an der Purdue University in Indiana (USA). Im Anschluss promovierte sie an der Universität Hamburg am Zentrum für Bioinformatik (ZBH), wo sie 2013 den Titel Dr. rer nat. am Fachbereich Informatik erhielt. Im Jahr 2013 erhielt Andrea Volkamer ein Pro Exzellenzia PostDoc-Stipendium, ein Programm der Universität Hamburg, das Frauen für Führungspositionen qualifiziert. Im selben Jahr nahm sie eine Stelle als Postdoktorandin beim BioMedX Institute in Heidelberg an, wo sie bis 2016 tätig war und – in Zusammenarbeit mit Merck KGaA – an Methoden zur Entwicklung selektiver Kinase-Inhibitoren forschte.
Es folgte eine Berufung als Juniorprofessorin an die Charité in Berlin, wo Andrea Volkamer von 2016 bis 2022 eine Arbeitsgruppe für strukturelle Bioinformatik und in silico Toxikologie leitete. Als Teil der durch das BMBF geförderten Berlin-Brandenburger Forschungsplattform (BB3R), befasste sich die Arbeitsgruppe unter anderem mit der Entwicklung von Computermethoden zur Risikobewertung neuer Chemikalien, um so den Einsatz von Tierversuchen in der Forschung zu verringern. Des Weiteren arbeitet sie an Struktur-basierten Methoden zur Identifizierung neuer Kinase Inhibitoren. In diesem Zusammenhang konnte sie auch Professor John Chodera als Einstein Visiting Fellow gewinnen.
2022 kehrte Andrea Volkamer an die Universität des Saarlandes zurück und hat seitdem die Professur für „Data Driven Drug Design“ an der Fakultät für Mathematik und Informatik inne und ist assoziierte Wissenschaftlerin am Helmholtz Institut für Pharmazeutische Forschung Saarland (HIPS).
Andrea Volkamer ist eine Verfechterin von Open Science und Open Source Entwicklungen. Sie hat unter anderem die Entwicklung von TeachOpenCADD, einer offenen Lehrplattform für computergestütztes Wirkstoffdesign (CADD) vorangetrieben und ist beteiligt an dem kostenlosen Lernangebot „Dr. med. KI“ des KI-Campus.
Ihr h-Index beträgt 20 (Juli 2023).

## Ehrungen und ehrenamtliche Tätigkeiten
- Vorstandsmitglied Computer in der Chemie (CIC) in der Gesellschaft Deutscher Chemiker[12] (2021–2024)
- Corwin Hansch Award (QSAR, Chemoinformatics and Modeling Society (QCMS))[13] (2022)
- Fachzeitschriften:
  - Journal of Chemical Information and Modeling (Redaktioneller Beirat)[14]
  - Living Journal of Computational Molecular Science (Redaktionsrat)[15]
  - Artificial Intelligence in the Life Sciences (Redaktionsrat)[16]